# Mörlach (Hilpoltstein)
Mörlach ist ein Gemeindeteil von Hilpoltstein im Landkreis Roth (Mittelfranken, Bayern). Die Gemarkung Mörlach hat eine Fläche von 3,014 km². Sie ist in 307 Flurstücke aufgeteilt, die eine durchschnittliche Flurstücksfläche von 9817,39 m² haben. In ihr liegt neben dem namensgebenden Ort der Gemeindeteil Minettenheim.

## Geographie
Das Kirchdorf liegt unweit der Bundesautobahn 9 an der Staatsstraße 2220 von Hilpoltstein in Richtung Freystadt. Ungefähr 500 Meter südlich von Mörlach befindet sich die Wasserscheide des Main-Donau-Kanals.

## Geschichte
1114 wurde Mörlach erstmals als Immenerla in einer Urkunde erwähnt. Das Dorf gab Otto de Immenerla, dessen Burg sich etwa 1 Kilometer nordwestlich des Dorfes im heutigen Minettenheim befand, seinen Herkunftsnamen. In den Urkunden der Folgezeit wurde der Name von Ottos Familie beziehungsweise der Name des Ortes ähnlich geschrieben, so 1264 Immenerlech, 1370 Ymirleich und noch 1548 Immenerlach. Später begegnen ähnlich lautende, verkürzte Ortsnamen wie Erlach und Merlach, schließlich Mörlach und in heutiger Mundart Mirla. Alle Namensformen  enthalten im zweiten Teil  mit –erla, -erlech, -irleich, -erlach, –örlach und -irla die Benennung des Ortes nach einem Erlengehölz. Die Vorsilben Immen-, und Ym- sowie das anlautende M- bedeuten in einem, in dem oder im.  Dem entspricht auch eine Urkunde von 1302, in der die Mörlacher Kirche in loco dicto zem Erlech aufgeführt wird. Die 1862 von Johann Wolfgang Hilpert veröffentlichte Herleitung von Immen = Bienen dagegen geht höchstwahrscheinlich fehl.
Am 1. Januar 1972 wurde Mörlach zusammen mit seinem Gemeindeteil Minettenheim in die Stadt Hilpoltstein eingegliedert.

### Einwohnerentwicklung
Gemeinde Mörlach inklusive Minettenheim:
- 1900: 246 Einwohner[15]
- 1933: 240 Einwohner
- 1939: 235 Einwohner[16]
- 1947: 310 Einwohner
- 1961: 230 Einwohner[17]
- 1966: 253 Einwohner
- 1970: 251 Einwohner

nur der Ort Mörlach:
- 1900: 166 Einwohner[15]
- 1961: 158 Einwohner[17]
- 1970: 187 Einwohner[18]
- 1987: 147 Einwohner[19]
- 2012: 172 Einwohner[20]

### Bürgermeister
Am ersten Januar 1876 wurden die Standesämter ins Leben gerufen. Der erste Standesbeamte und somit auch Bürgermeister von Mörlach war ein gewisser Herr Köstler. Er führte dieses Amt bis zum Jahre 1882 aus.
Von 1882 bis ins Jahre 1892 war Johann Landmann, von 1892 bis 1912 Lampert Kobras (damals HsNr. 9) Bürgermeister. Ab dem Jahre 1912 bis ins Jahr 1919 führte dieses Amt Schmiedemeister Franz Brandl aus (Nr. 11), dem Johann Koller von 1919 bis 1933 im Amt nachfolgte. 1933 wurde Johann Koller nach der Machtergreifung der Nationalsozialisten bei einer „Reinigungsaktion“ von SA-Männern mitten in der Nacht abgesetzt. Sein Nachfolger war der als Anhänger der Nationalsozialisten geltende damalige Schlossbesitzer Lichtenstein.
Mit Ende des Zweiten Weltkriegs im Jahre 1945 wurde Lichtenstein von den Amerikanern abgesetzt, sie beriefen Michael Heim (Nr. 3) in das Amt des Bürgermeisters. Nach dessen Tod im Jahre 1952 übte der damalige Schuhmacher Josef Brunner das Bürgermeisteramt bis zur Gemeindegebietsreform 1972 aus.

### Bezirksamtzugehörigkeiten Mörlachs
Seit dem 1. Januar 1838 gehörte Mörlach mit dem Distrikt Hilpoltstein zum Bezirksamt Neumarkt (Oberpfalz). 1880 wurde das Bezirksamt Hilpoltstein aus den Teilen Neumarkt in der Oberpfalz und Beilngries neu geordnet und ab diesen Zeitpunkt gehörte Mörlach dem Regierungsbezirk Mittelfranken an.

## Baudenkmäler

### Schloss

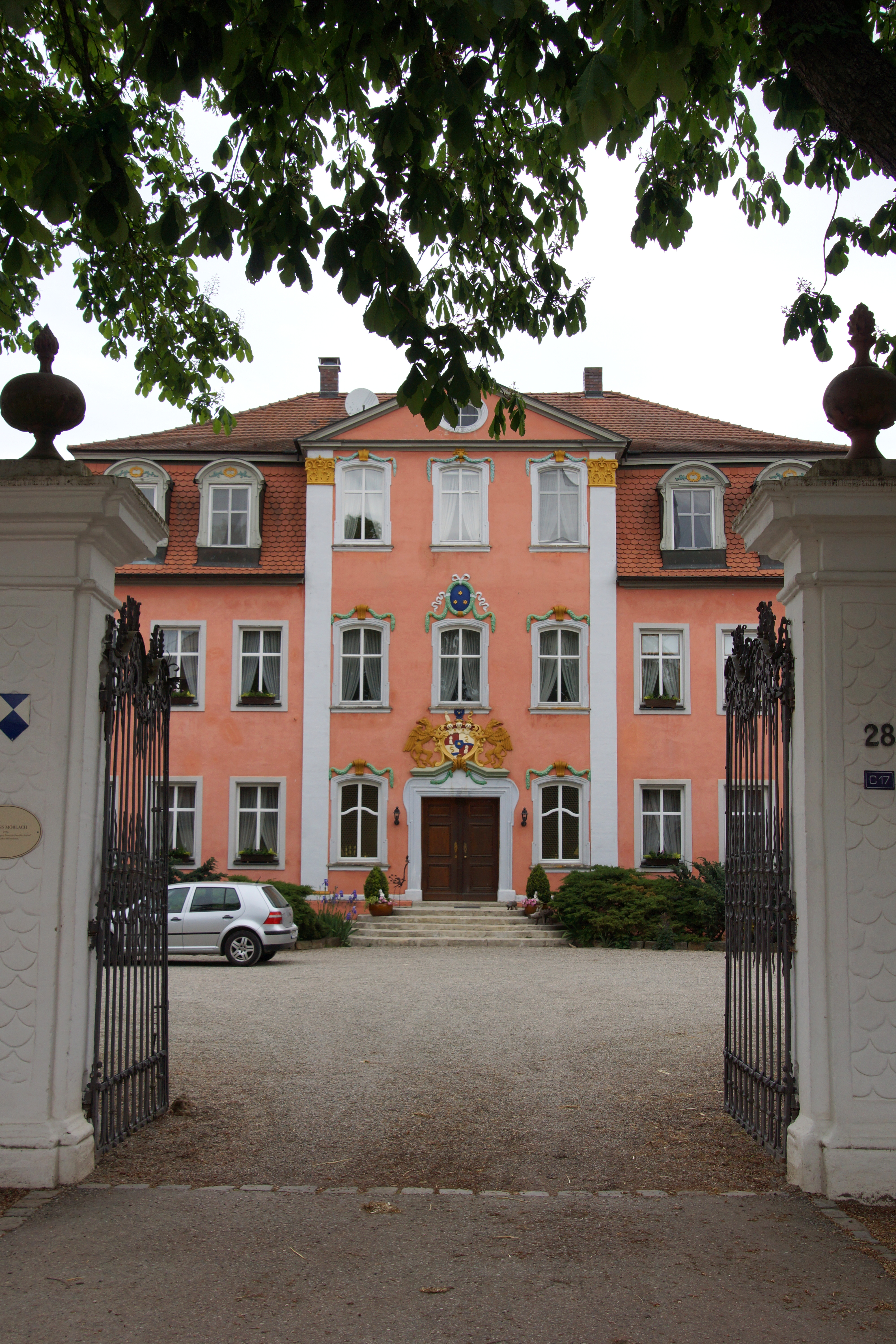
Schloss Mörlach

Das ortseingesessene Geschlecht der Mörlacher wird seit dem frühen 12. Jahrhundert genannt. 1615 bis ca. 1660 gehörte das Gut den Welsern. Das jetzige Rokokoschloss wurde 1775 von Christoph Adam Carl von Imhoff anlässlich seiner Rückkehr aus Indien und Vermählung mit Luise Franziska Sophie von Schardt erbaut. Er legte ein dreistöckiges Schloss nach englischer Bauart mit 112 Fenstern an. Die Stuckarbeiten wurden vom Nürnberger Meister Johann Michael Krieger angefertigt, der unter anderem auch die Pfarrkirche in Castell stuckiert hat. Amalie von Imhoff, die Tochter des Erbauers, verbrachte hier einen Teil ihrer Kindheit, bis die Familie verarmte und mit der Unterstützung Goethes nach Weimar verzog. Das Schloss wird heute für Hochzeiten und andere Veranstaltungen vermietet.

### Kirche (Hl. Hippolyt)
Kirchpatron der kleinen romanischen, in der Barockzeit veränderten Kirchenanlage ist St. Hippolyt. 1738 machte der Schreiner Joh. Niklas Waller das Tabulat (Holzdecke), die heutige Weißdecke ist erst um das Jahr 1790 entstanden. Die Glocke aus dem Jahre 1790 wurde von Christian Victor Herold in Nürnberg gegossen. In der Kirche sind diverse Heiligenfiguren von guter bis vortrefflicher Arbeit vorhanden.

### Wichtige Ortsgebäude
1815 wurde in Mörlach ein erstes Schulhaus errichtet, beim Bau verunglückte Mauermeister Joh. Bapt. Löw aus Hilpoltstein tödlich. Zum Schulhaus gehörten auch fünf Tagwerk Äcker und Wiesen für die Eigenversorgung der Lehrkräfte. Kurze Zeit später wurde auch ein Schulstadel erbaut. Mitte des 19. Jahrhunderts wurde das Schulgebäude um ein Stockwerk erweitert. Am 31. Oktober 1964 wurde das neue Schulhaus mit einer Lehrerwohnung eingeweiht.
1971 wurde der alte Schulstadel sowie das damals alte Schulhaus abgerissen und der Platz zur Erweiterung des Friedhofes verwendet. Am 1. September 1979 wurde die Schule geschlossen, die für nur 15 Jahre ihren Zweck erfüllt hatte und anschließend bis ins Jahr 2003 als Gemeindehaus verwendet. Der Bau des neuen Gemeindehauses begann mit einem ersten Spatenstich am 1. Mai 2002 und wurde 2004 vollendet.

## Verkehr
500 m westlich verläuft die Autobahn A 9, die nächste Auffahrt ist die 7 Straßenkilometer entfernte AS 56 (Hilpoltstein). Die Staatsstraße 2220 führt nach Mörsdorf bzw. nach Hilpoltstein, die Kreisstraße RH 32 nach Pierheim.